# Gail Ricketson
Gail Ricketson, född den 12 september 1953 i Plattsburgh i USA, är en amerikansk roddare.
Hon tog OS-brons i åtta med styrman i samband med de olympiska roddtävlingarna 1976 i Montréal.